# Lilongwe
Lilongwe [engl. liːˈlɔŋgweɪ] ist die Hauptstadt von Malawi und der dortigen Central Region. Sie hat rund 1.055.700 Einwohner (Stand 2020), wobei die Bevölkerung schnell wächst. Lilongwe ist durch große Grundstücke und breite, parkähnliche Boulevards geprägt. Die Stadt ist das Ergebnis weitgreifender Stadtplanung und ist in eine Alt- sowie eine durch viele Bautätigkeiten sich ständig entwickelnde Neustadt unterteilt. Die Stadtteile liegen zum Teil weit auseinander.

## Geographie
Lilongwe liegt im Südwesten des Landes, 100 Kilometer westlich des Malawisees und rund 60 Kilometer östlich der Grenze zu Mosambik und Sambia, auf einer Hochebene am Lilongwe-Fluss. Die Stadt liegt rund 1050 Meter über dem Meeresspiegel und ist zugleich auch Hauptstadt der Central Region, einer der drei großen Verwaltungsregionen des Landes.
|                        | Jan   | Feb   | Mär   | Apr  | Mai  | Jun  | Jul  | Aug  | Sep  | Okt  | Nov  | Dez   |   |      |
| Mittl. Temperatur (°C) | 21,2  | 21,1  | 21,1  | 20,2 | 18,3 | 16,2 | 16,1 | 17,3 | 20,6 | 22,4 | 22,9 | 21,8  | ⌀ | 19,9 |
| Mittl. Tagesmax. (°C)  | 24,8  | 24,9  | 24,7  | 24,7 | 23,2 | 22,0 | 21,4 | 22,6 | 25,9 | 27,4 | 27,3 | 25,6  | ⌀ | 24,5 |
| Mittl. Tagesmin. (°C)  | 18,2  | 17,7  | 17,3  | 15,8 | 13,1 | 10,1 | 9,9  | 11,1 | 13,8 | 16,8 | 18,5 | 18,3  | ⌀ | 15   |
|                        |       |       |       |      |      |      |      |      |      |      |      |       |   |      |
| Niederschlag (mm)      | 223,0 | 187,0 | 128,0 | 44,0 | 12,0 | 1,0  | 0,0  | 0,0  | 1,0  | 10,0 | 63,0 | 199,0 | Σ | 868  |
|                        |       |       |       |      |      |      |      |      |      |      |      |       |   |      |
| Sonnenstunden (h/d)    | 4,4   | 5,1   | 5,5   | 7,1  | 8,5  | 8,1  | 7,8  | 8,5  | 9,8  | 9,1  | 7,8  | 4,5   | ⌀ | 7,2  |
|                        |       |       |       |      |      |      |      |      |      |      |      |       |   |      |
| Regentage (d)          | 18    | 14    | 12    | 6    | 1    | 0    | 0    | 0    | 0    | 1    | 6    | 15    | Σ | 73   |
|                        |       |       |       |      |      |      |      |      |      |      |      |       |   |      |
| Luftfeuchtigkeit (%)   | 83    | 83    | 82    | 78   | 74   | 69   | 65   | 60   | 52   | 53   | 62   | 78    | ⌀ | 69,9 |

| 18,2 |

| 17,7 |

| 17,3 |

| 15,8 |

| 13,1 |

| 10,1 |

| 9,9 |

| 11,1 |

| 13,8 |

| 16,8 |

| 18,5 |

| 18,3 |

| 18,2 |

| 17,7 |

| 17,3 |

| 15,8 |

| 13,1 |

| 10,1 |

| 9,9 |

| 11,1 |

| 13,8 |

| 16,8 |

| 18,5 |

| 18,3 |

## Bevölkerung
Laut Zahlen der Vereinten Nationen wuchs die Bevölkerung von Lilongwe von 4.000 im Jahre 1950 auf 986.000 im Jahre 2017 an und hat mittlerweile die Millionengrenze überschritten. Das Bevölkerungswachstum wird von der expandierenden Landflucht in Kombination mit steigender Urbanisierung getrieben. Im Jahr 2050 wird mit 4,3 Millionen Einwohnern gerechnet.
Bevölkerungsentwicklung der Agglomeration laut UN
| Jahr | Einwohnerzahl |
| ---- | ------------- |
| 1950 | 4.000         |
| 1960 | 11.000        |
| 1970 | 34.000        |
| 1980 | 124.000       |
| 1990 | 266.000       |
| 2000 | 476.000       |
| 2010 | 731.000       |
| 2018 | 989.000       |

## Geschichte
Die Anfänge von Lilongwe liegen in einem 1902 gegründeten Boma, was etwa einer befestigten Siedlung entspricht. Seine Lage befand sich im traditionellen Siedlungsgebiet der Chewa und Ngoni. Hier wurde 1904 das koloniale Verwaltungszentrum für Central Angoniland errichtet. Bereits im Jahr 1921 war Lilongwe der Hauptort der Zentralprovinz. Hier siedelten sich wichtige kolonialwirtschaftliche Einrichtungen an, 1926 der Sitz von Native Tobacco Board und 1930 kam es zur Eröffnung einer Fabrik von Imperial Tobacco Company.
Nach der Unabhängigkeit Malawis in 1964 wurde noch im selben Jahr von Präsident Kamuzu Banda dem malawischen Parlament die Verlegung der Landeshauptstadt nach Lilongwe vorgetragen. Der Beweggrund lag in der Beseitigung eines Nord-Süd-Gefälles innerhalb Malawis, wo sich zuvor im Süden die Wirtschaftskraft und der Bevölkerungsschwerpunkt einseitig entwickelt hatten. Der neue Hauptstadtstandort liegt etwa mittig im langgestreckten Malawi. So wurde Lilongwe zum Regierungssitz erklärt. Zur Umsetzung dieser Pläne gründete Malawis Regierung 1968 die Capital City Development Corporation (CCDC) und die Bauarbeiten begannen 1969. 1972 zog das erste Ministerium vom bisherigen Regierungssitz Zomba in die neue Hauptstadt und bis 1979 war der Umzug weitgehend abgeschlossen, dem auch die ausländischen Botschaften gefolgt waren. Das neue Lilongwe entstand etwa 5 Kilometer nordwestlich der alten Stadt und beide Bereiche sind durch das Tal des Lingadzi voneinander getrennt. In diesem Zusammenhang errichtete man eine Verbindungsstraße. Der Grundriss und die erforderlichen Regierungsgebäude wurden von südafrikanischen Architekten geplant. Die finanziellen Kreditmittel kamen weitgehend aus Südafrika.

## Politik
Seit 1975 ist Lilongwe Hauptstadt und seit 1994 auch Sitz des malawischen Parlaments, das bis dahin noch in der vorherigen Kapitale Zomba tagte. 2010 wurde das neue Parlamentsgebäude eingeweiht, das mit chinesischer Hilfe erbaut wurde. Deutschland, Frankreich, die USA, Mosambik, das Vereinigte Königreich und Sambia unterhalten Botschaften in der Stadt. Zudem haben die meisten in Malawi tätigen Nichtregierungsorganisationen und andere internationalen Organisationen, wie die GIZ, ihre Vertretungen in Lilongwe.

## Kultur und Sehenswürdigkeiten

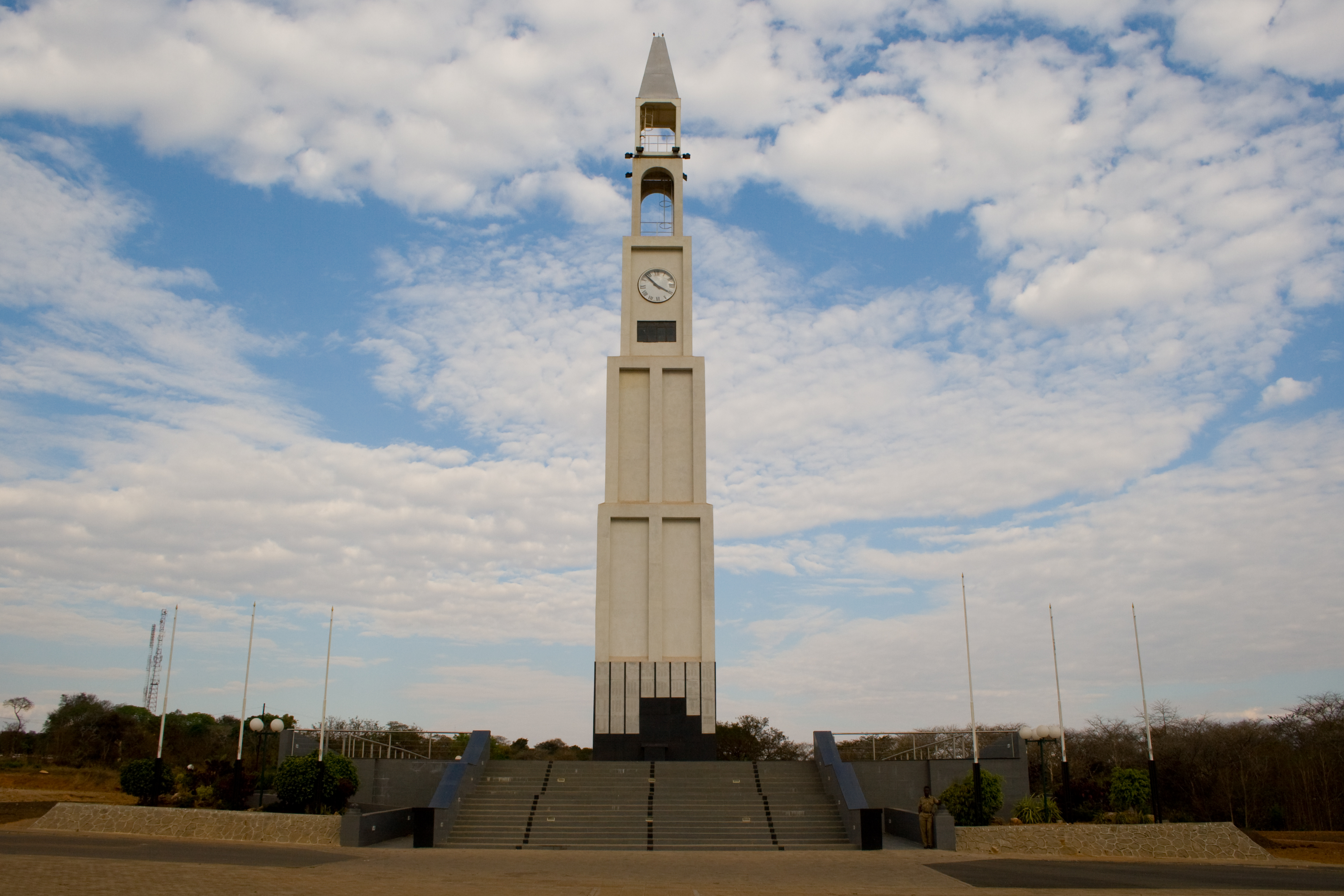
Uhrenturm zu Ehren der Gefallenen der King’s African Rifles in den beiden Weltkriegen

Der Markt auf der Malangalanga Road ist sehr lebhaft. In der Altstadt gibt es indische Geschäfte. In der Nähe befindet sich Salanjama, ein Gebiet mit zahlreichen Vogelarten. An den oberen Hängen zum Lilongwetal befinden sich Areale mit dichtem Regenwald und Büschen der Protea. Eine weitere Touristenattraktion sind die Tabakauktionen. Zwischen der Altstadt und dem neuen Zentrum befindet sich ein Tierpark, in dem gelegentlich auch Hyänen und Krokodile leben.

## Wirtschaft
Mit der wirtschaftlichen Dynamik der Stadt Blantyre (855.000 Einwohner [Stand: 2017]) kann es nicht konkurrieren. In begrenztem Maße ist es Handelszentrum in einer für die Landwirtschaft geeigneten Region. Hier finden die Tabakauktionen statt, Malawis wichtigstes Exportgut. In seiner Nähe befindet sich das mit deutscher Entwicklungshilfe gebaute zentrale Getreidesilo Malawis.
Die Wirtschaft von Lilongwe wird von Indern dominiert, die nur hier, in Blantyre und in Zomba siedeln dürfen. Darüber hinaus leben hier viele weitere Ausländer.

## Verkehr
Lilongwe hat mit dem Kamuzu International Airport einen Flughafen, der die Abfertigung großer Flugzeuge 24 Stunden am Tag erlaubt. Seine Existenz verdankt er dem Bürgerkrieg in Mosambik, der einen Ausweichflughafen für Cuamba nötig machte.
Außerdem ist die Stadt durch die Bahnstrecke (Beira)–Nsanje–Mchinji angebunden (siehe auch: Schienenverkehr in Malawi).

## Bildung
In Lilongwe befinden sich unter anderem eine landwirtschaftliche Hochschule und das Baptist Theological Seminary of Malawi, eine Ausbildungsstätte baptistischer Pastoren.

## Sport
Die Stadt beherbergt das Bingu National Stadium, ein multifunktionelles Stadion. Das Stadion hat eine Kapazität von 41.100 Plätzen.

## Söhne und Töchter der Stadt
- Tamandani Nsaliwa (* 1982), deutsch-kanadischer Fußballspieler malawischer Abstammung
- Elvis Kafoteka (* 1978), Fußballspieler